# Futurista építészet
A futurista építészet a 20. század elején született Olaszországban. Jellemző rá a történelemmel és a régi dolgokkal való szembehelyezkedés, az erős kromatika, a hosszú, dinamikus vonalvezetés, a magával ragadó lendület, a mozgalmasság, a sietség és a költőiség. A futurista építészet a futurizmus egyik ága volt, melyet Filippo Tommaso Marinetti olasz költő alapított, aki ezzel kapcsolatos első kinyilatkoztatását 1909-ben a Futurizmus Nyilatkozata című művében fejtette ki. A mozgalom nem csak költőket ragadott meg, hanem zenészeket, művészeket is, mint például (Umberto Boccioni, Giacomo Balla, Fortunato Depero, és Enrico Prampolini és számos korabeli építészt is. A gépesítés korának kultúrája és a háború magasztalása és az erőszak volt a témája a futuristáknak, akik közül sokan vesztették életüket az első világháború csataterein önkéntesként harcolva. A futuristák későbbi csoportja – Antonio Sant'Elia olasz építészt is beleértve, aki bár viszonylag kevés épület dicséri keze munkáját –, a futurizmusra elsősorban, mint urbanisztikus irányzatra tekintettek.

## Az olasz futurizmus története
Három évvel Marinetti Futurista Nyilatkozata után az építész Antonio Sant'Elia és Mario Chiattone részt vettek a Nuove Tendenze, azaz Új Tendenciák elnevezésű kiállításon Milánóban. 1914-ben a csoport bemutatta első "Üzenet" című kiállítását, majd a későbbiekben együttműködtek Filippo Tommaso Marinettivel, amely a Manifesto dell’Architettura Futurista, azaz a Futurista Építészet Kiáltványa néven vált ismertté.
Később, 1920-ban Virgilio Marchi egy másfajta nyilatkozatot írt Manifesto dell’Architettura Futurista–Dinamica azaz a Futurista Építészet Dinamikusan Ösztönös és Drámai Kiáltványa néven. Ottorino Aloisio alkotott ebben a szellemben. Egyik alkotása a Casa del Fascio Astiban.
Fillia (Luigi Colombo) és Filippo Tommaso Marinetti 1931-ben adták közre a Manifesto dell’Arte Sacra Futurista című, azaz a Szentesített Futurista Művészet Kiáltványát. 1934. január 27-én jelent meg Marinetti és Angiolo Mazzoni és Mino Somenzi közös nyilatkozata Manifesto of Aerial Architecture azaz a Légies Építészet Kiáltványa. Mazzoni nyilvánosan csak egy évvel előtte csatlakozott a futurizmus eszméinek követéséhez. Ezen a nyomtatványon a Lingotto gyár definiálta Giacomo Matté-Trucco által az első futurista konstruktív találmányt. Mazzoni ez idő alatt egy olyan épületen dolgozott, melyet ma a futurista építészet egyik gyöngyszemeként tartanak nyilván, mint a Hőközpont és főszabályozó kabin a Santa Maria Novella vasútállomáson, Firenzében.

## Art Deco
Az Art Deco stílusirányzat futurista irányvonalai az 1920-as, 30'-as években váltak elfogadottá. Az Art Deco kifejezés csak 1968 után vált elterjedtté, addig az Art Moderne (Modern művészet) kifejezést használták. Az Art Deco kifejezést Bevis Hillier könyve hozta a köztudatba. A Chrysler épület az egyik legékesebb példája az Art Deco stílusirányzatnak az építészetben.

## Futurizmus a II. világháború után
A második világháború után a futurizmus jóval gyengébb hatással bírt, mint korábban. Önmaga újradefiniálása az űrkorszak, illetve az atomkorszak lelkes fejlesztéseinek nyomán valósult meg, elsősorban az autóiparban és a műanyagok egyre szélesebb körű használatában jelentkezett. Az 50-es évek Kaliforniájában az úgy nevezett Googies építészeti szemléletmódban tükröződik a futurisztikus látásmód. Az építészek a következő évtizedekben fokozatosan újrafogalmazták és átalakították a futurizmus elképzeléseit, de általánosságban véve máig tettenérhető hatása maradt az épületek lenyűgöző éleiben, a dinamikus vonalvezetésekben és a drámai kontrasztokban, valamint a korszerű es haladó szellemű anyaghasználatban.

## Neofuturizmus
A nyolcvanas években Denis Laming francia építész volt a neofuturizmus egyik alkalmazója. Ő tervezte a Futuroscope épületegyüttes összes elemét, ám legkiemelkedőbb alkotása a Kinemax épület.

## Posztmodern futurizmus
A mai irodalomban gyakran a futurizmusra csak úgy tekintenek, mint a science-ficton filmek, illetve képregények hátteréül szolgáló művészeti ágra. Manapság gyakran összekeverik a buborék építészettel. A futurizmus kifejezésnek téves használata miatt, ez a stílusirányzat mára gyökeresen eltér az 1910-1920 közti irányelveitől. Az 1960-as években épített épületektől kezdve használják a posztmodern futurizmus kifejezést.
- Andó Tadao
- Le Corbusier
- Denis Laming
- Cesar Pelli
- Santiago Calatrava
- Archigram
- Louis Armet
- Welton Becket
- Arthur Erickson
- Future Systems
- Michael Graves
- Zaha Hadid
- John Lautner
- Anthony J. Lumsden
- Virgilio Marchi
- Wayne McAllister
- Oscar Niemeyer
- William Pereira
- Patricio Pouchulu
- Eero Saarinen

## Képgaléria

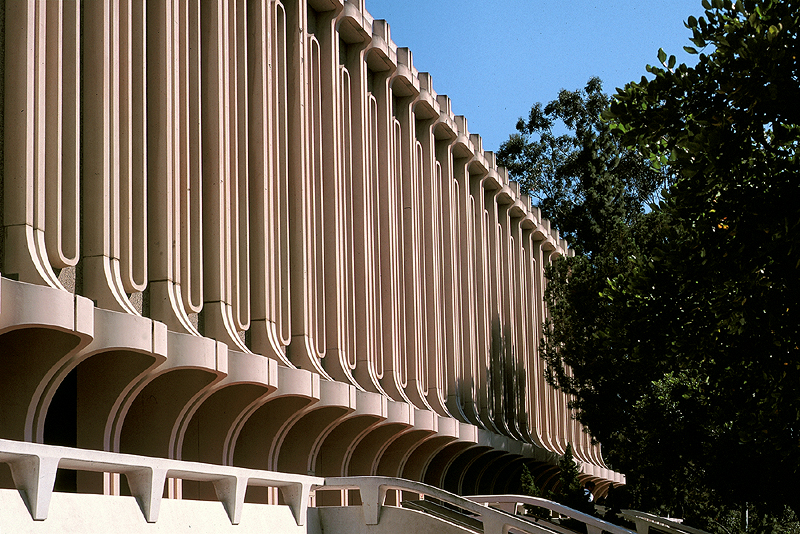
A Kaliforniai Egyetem könyvtára, Irvine, Kalifornia (Építész: William Pereira, 1965)
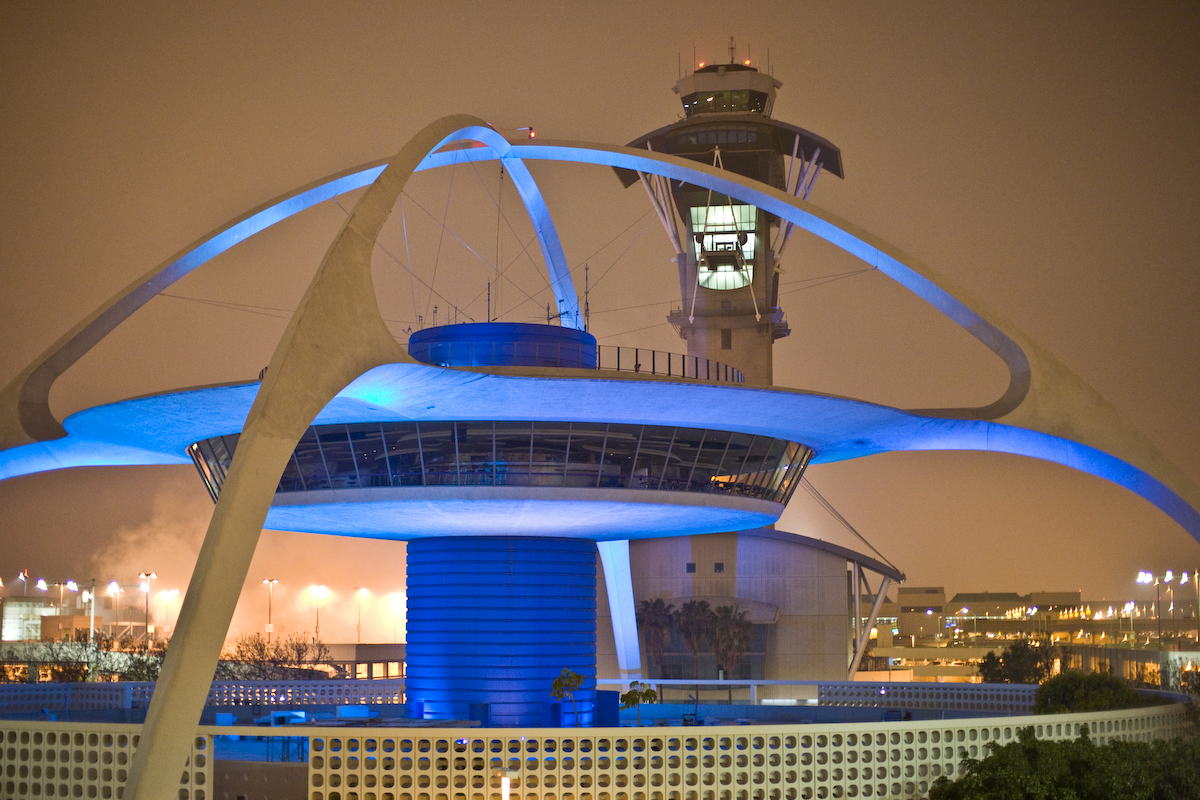
Theme Building, Los Angeles Nemzetközi Repülőtér (Építész: William Pereira, Charles Luckman és Paul Williams, 1961)
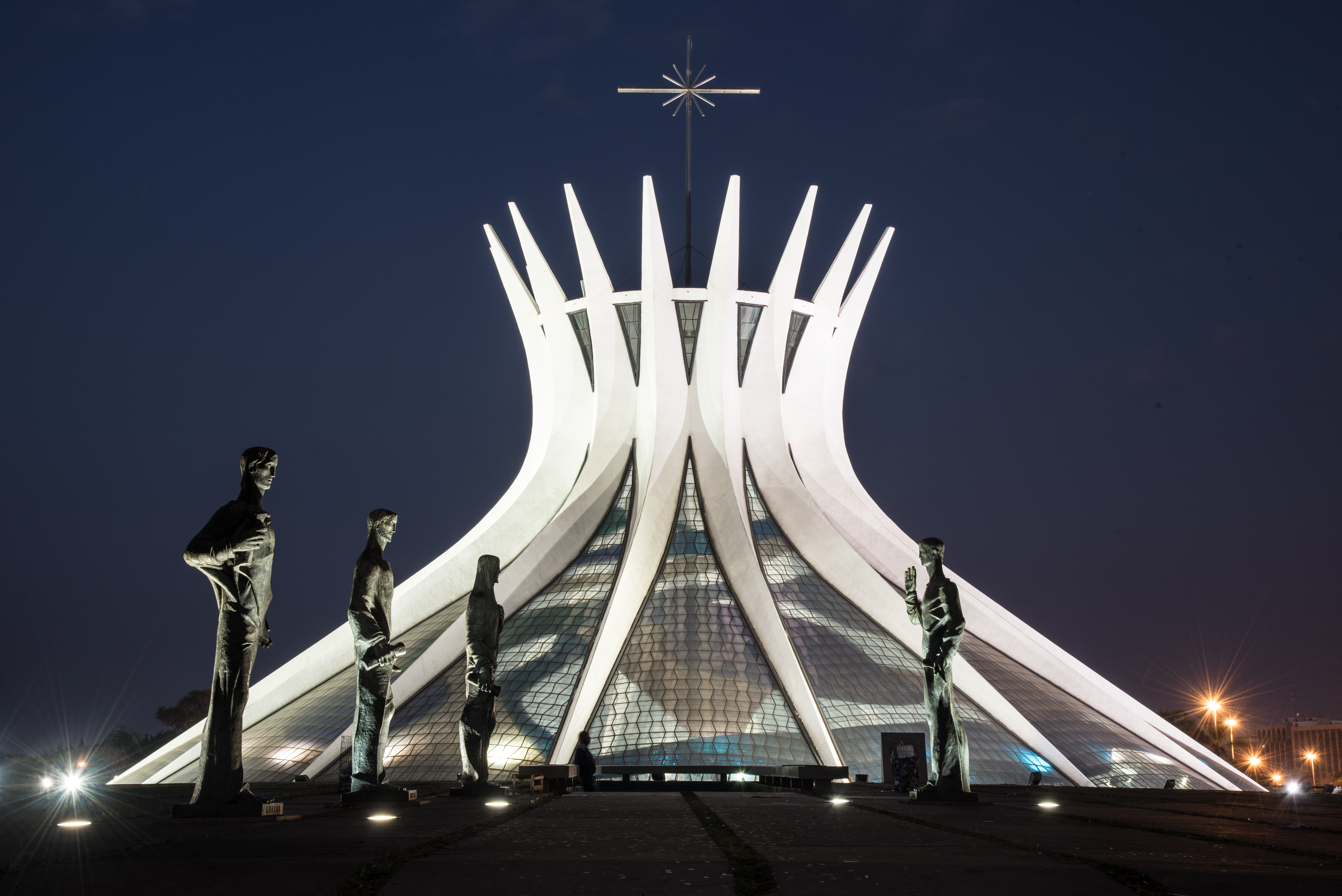
Cathedral of Brasilia (Építész: Oscar Niemeyer, 1960)
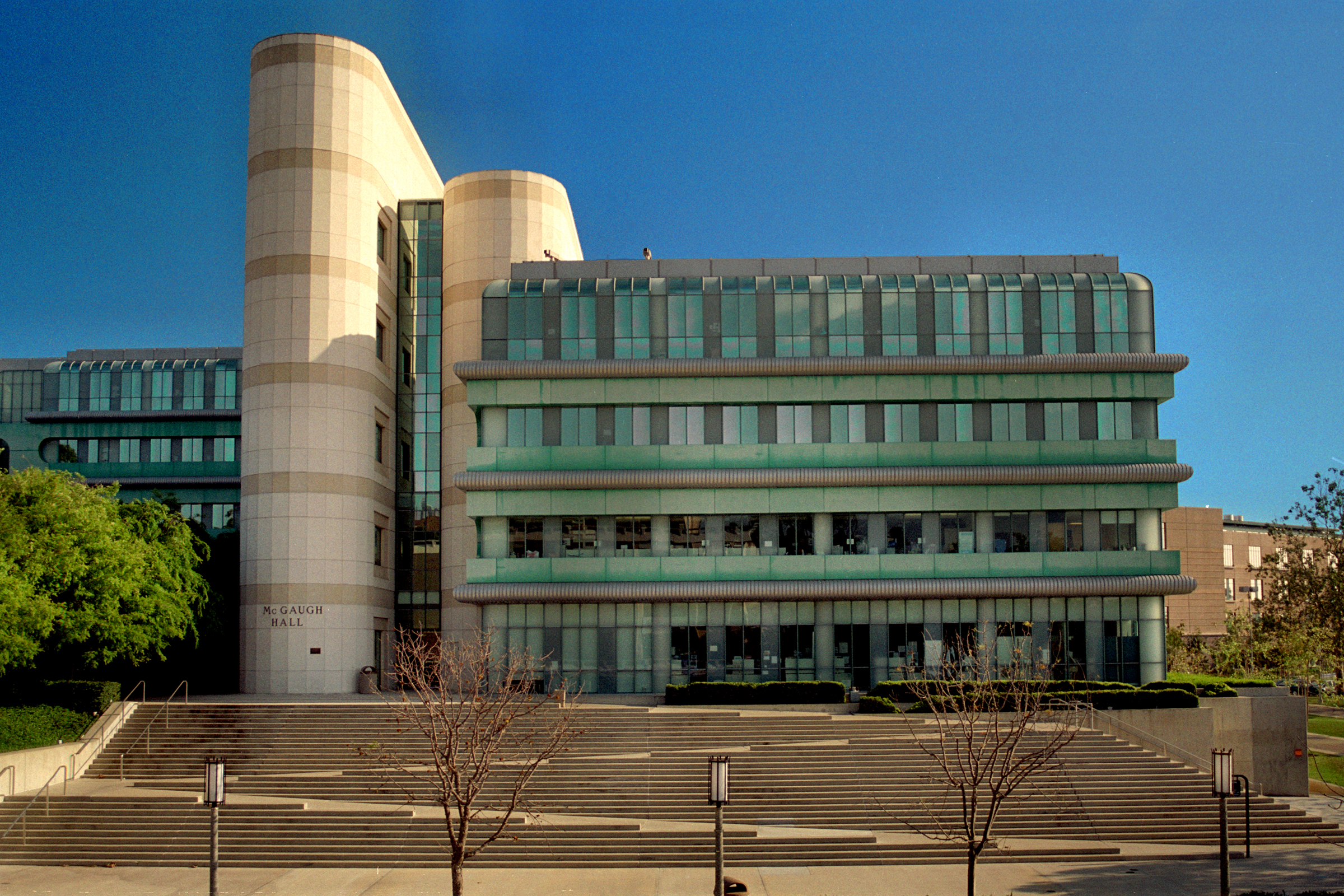
Kaliforniai Egyetem McGaugh Hall, Irvine, Kalifornia (Építész: Arthur Erickson, 1991)
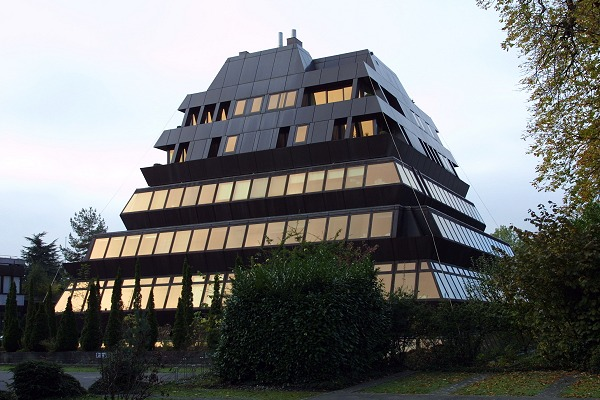
A Vasház Zürichben (Építész: Justus Dahinden, 1970)
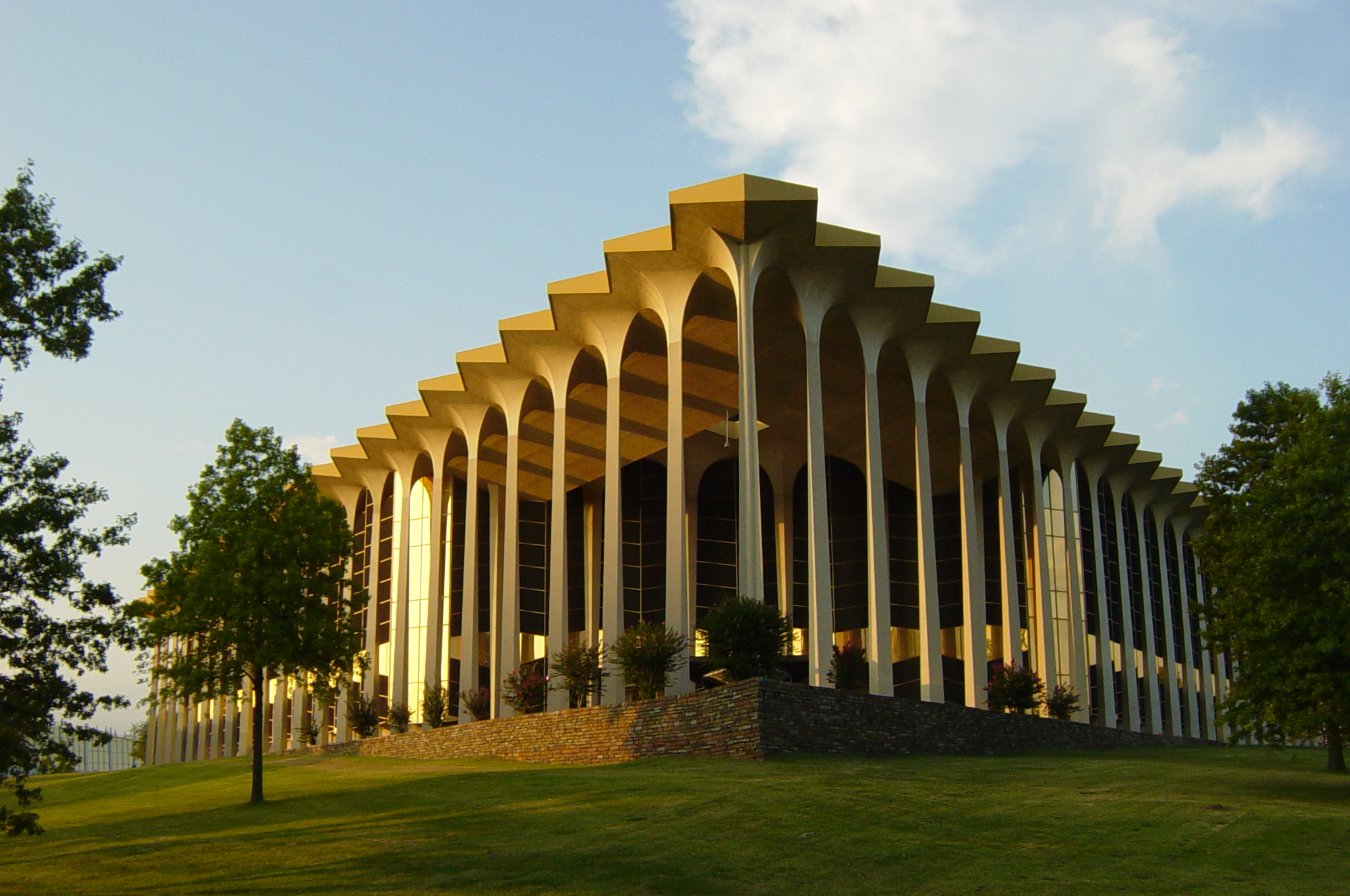
Graduate Center, Oral Roberts Egyetem (Építész: Frank Wallace, 1963)
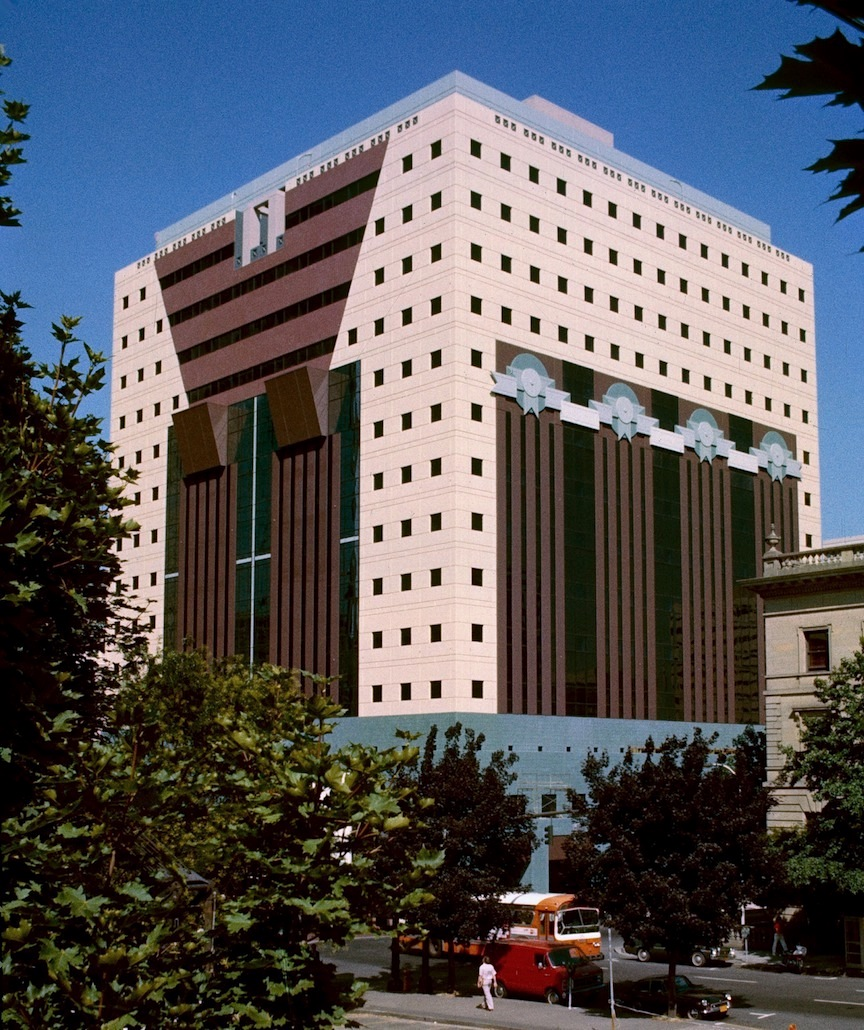
Portland Épület, Portland, Oregon (Építész: Michael Graves, 1982)

## Fordítás
- Ez a szócikk részben vagy egészben  a   Futurist architecture című angol Wikipédia-szócikk ezen változatának fordításán alapul.  Az eredeti cikk szerkesztőit annak laptörténete sorolja fel. Ez a jelzés csupán a megfogalmazás eredetét és a szerzői jogokat jelzi, nem szolgál a cikkben szereplő információk forrásmegjelöléseként.